# شورش بوکو حرام
شورش بوکو حرام (انگلیسی: Boko Haram insurgency) در سال ۲۰۰۹ با به پا خاستن مسلحانهٔ گروه شورشی جهادگرای بوکو حرام علیه حکومت نیجریه آغاز شد. در سال ۲۰۱۳، بیش از ۱۰۰۰ نفر در این منازعه جان باختند. خشونت در سال ۲۰۱۴ شدیداً افزایش یافت و ۱۰٬۸۴۹ درگذشتند. شورش از آن زمان به کامرون، چاد و نیجر پراکنده شده و بدل به نزاعی منطقه‌ای شده‌است.